# Piece (搞笑組合)
Piece（日语：ピース）是日本的搞笑藝人二人組，成員有綾部祐二（擔任吐槽角色）和又吉直樹（擔任裝傻角色）。兩人都是NSC東京校第5期生。曾於2010年在短劇之王2010奪得第2名
，同年在M-1大賽獲得第4名。
Piece在電視上的演出十分多，亦是不少節目的主持或固定成員。根據Nihon Monitor的調查，Piece在2011年演出的節目集數為403集，在眾多藝人之中得第6名。在2012年，綾部和又吉分別出演了451集和400集（其中139集以組合形式出演），得第10名和第17名。
2017年3月活動休止。

## 成員
- 綾部祐二（綾部 祐二，1977年12月13日－）
  - 出身自茨城縣猿島郡總和町（日语：総和町）（今古河市）。
  - 擔任吐槽，站在右邊。

- 又吉直樹（又吉 直樹，1980年6月2日－）
  - 出身自大阪府寝屋川市。
  - 擔任裝傻，站在左邊。

## 電視節目
- Picaru的定理（富士電視台系列，2010年10月19日－2013年9月4日）[5]
- 森田一義時間 笑一笑又何妨！（星期四常規成員，富士電視台系列，2011年4月7日－2014年3月27日）[6]
- 原來如此！高校（日本電視台系列，2011年4月21日－2012年3月8日）
- 難波撫子（日本電視台，2011年7月12日－12月28日）
- 矛盾大對決（富士電視台系列，2011年－2013年）
- 大家的雨感（日语：みんなのアメカン）（日本電視台系列，2012年4月19日－8月16日）

## 外部連結
- 官方檔案（页面存档备份，存于）（日語）
- 個人網誌（日語）